# Пенья, Ракель (политик)
Ракель Пенья Родригес де Антунья (исп. Raquel Peña Rodríguez de Antuña; род. 10 сентября 1966, Сантьяго-де-лос-Трейнта-Кабальерос) — доминиканский политический и государственный деятель, вице-президент (с 2020).

## Биография
Родилась 10 сентября 1966 года в Сантьяго-де-лос-Трейнта-Кабальерос, Доминиканская Республика, в семье табачного магната Рафаэля Леокадио Пеньи Гильены и его супруги Эстелы Родригес. Училась в местных начальной и средней школах, а затем поступила в Папский католический университет Мадре-и-Маэстра. После окончания университета Пенья работала в табачных фирмах своего отца, а в 2000 году стала преподавать в своём родном университете.
В 2019 году кандидат на пост президента Луис Абинадер выбрал Пенью своей напарницей в президентской гонке. 5 июля 2020 года они одержали победу на выборах, а 16 августа того же года она была приведена к присяге в качестве вице-президента страны.

## Личная жизнь
Пенья была замужем за покойным инженером Марко Хосе Антуньей Кабралем, который являлся праправнуком франко-доминиканского полковника и бывшего министра иностранных дел Фурси Фондера. У них есть трое детей.